# リンダ・メダレン
リンダ・メダレン (ノルウェー語: Linda Medalen, 1965年6月17日 - )は、ノルウェー・ローガラン県サンドネス出身の元女子サッカー選手。
ノルウェーの女子サッカー選手の中でももっとも有名な選手の一人に数えられており、ノルウェー代表では152試合のキャップ数と64ゴールの記録を持っている。1995 FIFA女子ワールドカップにも出場しており、グループリーグのナイジェリア戦と準々決勝のデンマーク戦でそれぞれゴールを挙げており、チームも優勝している。

## 経歴
ノルウェーでは警察官としてフルタイムで働きながら地元クラブのアスケー・フォトバルでプレー。1988年と1991年に得点王を獲得した。
ノルウェー代表として1991 FIFA女子ワールドカップに準優勝した際の活躍により、1992年に日本女子サッカーリーグの日興證券女子サッカー部ドリームレディースに移籍。1992年シーズンに最多得点と最多アシストを記録。1996年シーズンには第1節のOKI FC Winds戦で日本国内の1試合個人最多得点記録となる10得点を叩き出すなどチームのリーグ初優勝に貢献し、最多得点と年間最優秀選手に選ばれた。ベストイレブンには3回（1992年、1995年、1996年）選出。当初は日本で5ヶ月間プレーして残り7ヶ月は母国で警察官をする生活だったが、1994年からは完全なプロとなった。1998年に帰国し、アスケーに復帰。かつてはフォワードとして活動していたものの、後ろの位置でのプレーもするようになり最後はセンターバックを務めた。
1999年に雑誌「セー・オグ・ホーレ」で自身が同性愛者であることをカミングアウトしており、2012年には女性と結婚した。
2007年にはアスケーの議会選に保守党より立候補し、当選を果たした。